# Старе Вондолкі
Старе Вондолкі (пол. Stare Wądołki) — село в Польщі, у гміні Замбрув Замбровського повіту Підляського воєводства.
Населення — 108 осіб (2011).
У 1975-1998 роках село належало до Ломжинського воєводства.

## Демографія
Демографічна структура станом на 31 березня 2011 року:
|          | Загалом | Допрацездатний вік | Працездатний вік | Постпрацездатний вік |
| -------- | ------- | ------------------ | ---------------- | -------------------- |
| Чоловіки | 56      | 14                 | 33               | 9                    |
| Жінки    | 52      | 4                  | 34               | 14                   |
| Разом    | 108     | 18                 | 67               | 23                   |